# Мота, Бетани
Бетани Ноель Мота (родилась 7 ноября 1995) - американский видеоблогер. Начала с YouTube канала Macbarbie07, созданного в 2009 году. Прославилась благодаря своим видео о покупках, в которых она показывает модные и стильные покупки, приобретенные в интернет-магазинах. Она снимает видео с идеями нарядов, уроки макияжа и причесок, рецепты, и идеи сделай сам.  Все дошло до того, что она выпустила собственную линию одежды в Aéropostale . Она отправилась в несколько туров, которые она называет ее "Motavatours", чтобы встретиться и пообщаться с фанатами. Также она появилась в 19 сезоне танцевальном телешоу Танцы со звездами

## Ранний период жизни
Бетани Ноэль Мота родилась 7 ноября 1995 года в семье Тэмми и Тони Мота в округе Мерсед, штат Калифорния .  Мота мексиканского и португальского происхождения. Она выросла в Калифорнии и имеет старшую сестру по имени Бретань. Она находилась на домашнем обучении большую часть своего образования, но посещала государственную школу с третьего по шестой класс. Мота посещала уроки танцев и актерского мастерства в шестом классе.

## YouTube карьера
Мота одна из самых популярных девушек на YouTube . Первое видео о покупках Бетани сняла в июне 2009 года. Она начала вести свой канал на YouTube, чтобы избежать стресса от издевательств и быстро набрала подписчиков  которых в октябре 2015 года насчитывалось 9,5 миллиона. Бизнес-инсайдер описал ее как «безжалостно жизнерадостную и бодрую» и «виртуоз позитива». По мере того, как видео о покупках становились популярными на YouTube, ритейлеры начали использовать их для маркетинга, и предлагали Бетани бесплатную косметику и подарочные карты. Бетани неоднозначно относится к рекламным видео,  но когда она показывает бесплатные продукты, она обязательно об этом сообщает.  В январе 2014 года Business Insider подсчитал, что на своих виде девушка зарабатывает 40 000 долларов в месяц.  Чтобы набрать подписчиков, она покупает призы и награды, чтобы дарить их фанатам, продвигающим ее видео.  Ее фанаты называются "Мота-Ваторс". Помимо своих видео о моде, она также ведет более личный аккаунт, который она использует для обсуждения всего, что ее интересует. В 2014 году она была выбрана одним из создателей контента в первой рекламной кампании YouTube. Мота также появилась на веб-шоу для подростков YouTube IMO. Она также взяла интервью у президента США Барака Обамы 22 января 2015 года в рамках инициативы Белого дома по охвату более широкой аудитории после его Послания о положении дел в Союзе в 2015 году .

## Модная карьера
Она сотрудничала с JC Penney и Forever 21, а в декабре 2013 года запустила линию одежды, парфюмерии и аксессуаров в Aéropostale, над которой она сохраняет творческий контроль. Она поддерживает тесные отношения со своими поклонниками и включает их идеи в свой дизайн одежды. Tee Vogue назвал ее стиль "непринужденным, но девчачьим". Новые объявления сначала делаются в ее социальных сетях, которые Aéropostale приписывают растущему интересу среди девочек-подростков. Солт-Лейк-Трибьюн охарактеризовала эти отношения как уникальные, поскольку и Мота, и Aéropostale выигрывают в результате престижа от сделки, в отличие от традиционных одобрений знаменитостей. По состоянию на июнь 2014 года ритейлер еще не получил поддержку от этих усилий. Forbes сообщает, что коллекция дала «высокие средние цены и наценки», но все еще недостаточно эффективна.

## Музыка
13 октября 2014 года она выпустила сингл "Need You Right Now" с продюсером-вокалистом Майком Томпкинсом . Песня дебютировала в топ-40 датского чарта Tracklisten под номером тридцать. 10 февраля 2015 года официальное музыкальное видео было выпущено на канале Томпкина в YouTube .  4 мая 2015 года в интервью на YT Fan Meet Up, посвященном 10-летию YouTube, Мота подтвердила, что работает над новой музыкой и, возможно, над своим дебютным студийным альбомом. В августе 2015 года Мота написала свою собственную песню «Будь тем, кем хочешь быть» и загрузила ее на свой канал на YouTube.

## Другие события
В январе 2014 года она отправилась в турне по Соединенным Штатам под названием «Мотаватур». В марте 2014 года Бетани сообщила о награде Nickelodeon Kids 'Choice Awards за развлекательные мероприятия сегодня  Мота также выступала в качестве приглашенного судьи в 13 сезоне Project Runway . 4 сентября 2014 года Бетани была объявлена участником конкурса « Танцы со звездами» - 19 сезон . Она была в паре с пятикратным чемпионом Дереком Хау . Мота и Хаф вышли в финал, но были устранены в Night 1, заняв 4-е место. В октябре 2015 года она также провела беседу о борьбе с издевательствами в рамках Национального месяца профилактики издевательств . В 2016 году было объявлено, что Мота опубликует свою первую мемуарную книгу. Недавно Мота присоединился к ЮНИСЕФ Kid Power в качестве посла бренда Kid Power Champion.

### Танцы со звездамиспектакли
| Неделя #              | Танец / Песня                                                                                  | Оценка судей | Оценка судей    | Оценка судей     | Оценка судей | Результат      |
| --------------------- | ---------------------------------------------------------------------------------------------- | ------------ | --------------- | ---------------- | ------------ | -------------- |
| Неделя #              | Танец / Песня                                                                                  | Инаба        | Хороший человек | поджилки         | Tonioli      | Результат      |
| 1                     | Джайв / " Shake It Off "                                                                       | 8            | 8               | 8                | 8            | Сейф           |
| 2                     | Фокстрот / " All About That Bass "                                                             | 8            | 9               | 8                | 8            | Сейф           |
| 3                     | Джазовый танец / " Singin’ in the Rain "                                                       | 10           | 10 1            | 10               | 10           | Сейф           |
| 4                     | Румба / "Try"                                                                                  | 8            | 9 2             | 8                | 8            | Сейф           |
| 5 3                   | Хип-хоп / " She Came to Give It to You "                                                       | 8            | 8 4             | 8                | 8            | Нет исключения |
| 6                     | Танго / " Jealous (I Ain't with It) "                                                          | 9            | 9 5             | 9                | 9            | Сейф           |
| 7                     | Пасодобль / " Run Boy Run " Команда Фристайл / " Black Widow "                                 | 10 9         | 9 9             | 10 9             | 10 9         | Сейф           |
| 8                     | Сальса / " Babaly " Ча-ча-ча Dance-Off / " Really Don’t Care "                                 | 9 Награждена | 9 3             | 9 дополнительный | 10 Точки     | Сейф           |
| 9                     | Венский вальс / " Say You Love Me " Трио аргентинского танго / "Jungle"                        | 9 9          | 9 10            | 9 10             | 9 9          | Сейф           |
| 10 Полуфиналы         | Самба / « I Want You Back ( Jackson 5) » Современная / "I Want You Back" (акустическая версия) | 9 10         | 9 10            | 9 10             | 9 10         | Сейф           |
| 11 выпускные экзамены | Jive / " Shake It Off " Фристайл / "Revolution (District 78 Remix)"                            | 9 10         | 9 10            | 9 10             | 9 10         | Выбыл          |

- ↑   Оценка приглашенного судьи Кевина Харта вместо Гудмана.
- ↑   Американская публика выиграла танец вместо Гудмена, а средний балл был засчитан вместе с тремя другими судьями.
- ↑   Только на этой неделе, на неделе "Switch Switch-Up", Мота выступил с Марком Балласом вместо Хафа.
- ↑   Оценка приглашенного судьи Джесси J вместо Гудмана.
- ↑   Оценка приглашенного судьи Питбуллом вместо Гудмана.

Ее дебютный сингл - это эстрадная и танцевальная музыка с элементами электропопа . Продолжение "I Need You Right Now" описывается как эволюция ее первого сингла с новым звуком, исследующим урезанную акустическую музыку .

## Дискография
| Год  | Сингл                                         | Пиковые позиции | Альбом |
| Год  | Сингл                                         | DEN             | Альбом |
| ---- | --------------------------------------------- | --------------- | ------ |
| 2014 | «Need You Right Now» (подвиг. Майк Томпкинс ) | 30              |        |

## Фильмография
| Год  | заглавие                 | Роль                                                    | Заметки                 |
| ---- | ------------------------ | ------------------------------------------------------- | ----------------------- |
| 2014 | Проект Runway            | Приглашенный судья                                      | 13 сезон 4 серия        |
| 2014 | Танцы Со Звездами        | Участник сезона 19                                      | Закончено на 4-м месте. |
| 2018 | Тайный Босс Знаменитости | Босс / Эксперт-консультант по Celebrity Undercover Boss |                         |